# 존 퀸시 애덤스 행정부
존 퀸시 애덤스는 1825년 3월 4일부터 1829년 3월 4일까지 제6대 미국 대통령을 역임했다. 애덤스는 그와 헨리 클레이 시니어, 윌리엄 H. 크로퍼드, 앤드루 잭슨 등 3명의 다른 민주공화당원들이 대통령직을 놓고 경쟁했던 1824년 대통령 선거 이후 취임했다. 애덤스는 강력한 대통령이 아니었으며, 1828년 대통령 선거에서 그를 물리친 잭슨의 지속적인 공격을 받았다.
1824년 선거에서 어떤 후보도 선거인단 득표수의 과반수를 얻지 못했기 때문에, 미국 하원이 조건부 선거를 통해 대통령을 선출했다. 클레이의 도움으로 애덤스는 하원에서 당선되었다. 애덤스는 클레이를 국무장관이라는 중요한 직책에 임명했는데, 이는 많은 사람들이 선거에 도움을 준 보상으로 여겼다. 취임하자마자 애덤스는 야심찬 국내 의제를 발표했다. 그는 남과 북, 도시와 시골이 무역과 교환으로 연결되는 국가 시장을 구상했다. 헨리 클레이의 제안인 미국 시스템의 지지자였던 그는 이러한 비전을 현실화하기 위해 내부 개선 (도로 및 운하 건설 포함)에 대한 대규모 투자와 국립 대학교와 같은 교육 기관의 설립 등을 제안했다. 그러나 의회 지도자들의 미미한 지지 때문에 그의 의제는 의회에 의해 대부분 저지되었다. 1828년 의회에서 승인된 보호 관세인 "혐오스러운 관세"에 대한 그의 지지는 유권자들 사이에서 그의 인기를 떨어뜨렸다. 애덤스 행정부의 외교 정책은 대통령의 주요 계획 중 상당수가 의회에 의해 저지되었기 때문에 조금 나아졌다.
1824년 선거의 논쟁적인 성격은 민주공화당의 몰락과 미국 정치의 새로운 시대의 출현을 가져왔다. 애덤스의 승리를 애덤스와 클레이 간의 "부패한 거래"의 결과로 특징지으면서, 잭슨과 마틴 밴 뷰런 및 부통령 존 캘훈을 포함한 그의 지지자들은 이후 3년 동안 현대 민주당이 될 조직을 구축하는 데 시간을 보냈다. 애덤스의 추종자들은 국민공화당으로 더 느슨하게 조직되었지만, 1828년 선거에서 압도적인 승리를 거둔 잭슨 아래의 민주당원들의 노력을 따라잡을 수 없었다.

## 1824년 대통령 선거

1824년 대통령 선거 결과

미영 전쟁 이후 연방당은 거의 붕괴되었고, 1824년 대통령 선거의 주요 후보들은 모두 퇴임하는 제임스 먼로 대통령의 민주공화당 소속이었다. 선거가 다가오면서 애덤스, 하원의장 헨리 클레이 시니어, 전쟁장관 존 캘훈, 재무장관 윌리엄 H. 크로퍼드는 모두 먼로의 후임으로 자신을 내세웠고, 먼로는 선거 기간 동안 중립을 유지했다. 1817년 국무장관이 되자마자 애덤스는 먼로의 가장 유력한 후계자 중 한 명으로 떠올랐는데, 이전 세 명의 대통령 모두 취임 전에 국무부를 이끌었기 때문이었다. 애덤스는 자신의 대통령 당선이 아버지이자 한 번 임기를 마친 존 애덤스 전 대통령의 입지를 강화할 뿐만 아니라, 야심찬 국내 프로그램을 추진할 수 있게 해줄 것이라고 생각했다. 그의 대중적 인기는 주로 국무장관 재임 기간 동안 러시아, 영국, 스페인과 협정을 협상했던 데서 비롯되었는데, 이 협정들은 각각 북미에서 미국의 확장에 기여하거나 직접적으로 이어졌다. 경쟁자들만큼 카리스마는 없었지만, 애덤스는 널리 존경받았고, 그의 출마는 선거에서 유일한 북부 출신이라는 점에서 이점을 얻었다.
크로퍼드는 주권과 미국 헌법에 대한 엄격해석론적 견해를 선호했지만, 캘훈, 클레이, 애덤스는 모두 연방 기금으로 지원되는 내부 개선, 높은 관세, 국립 은행을 지지했다. 1824년이 다가오면서 앤드루 잭슨 장군은 세미놀 전쟁 동안 스페인령 플로리다에서의 자신의 행동에 대한 클레이와 크로퍼드의 비난에 대한 분노에 크게 동기 부여되어 선거에 뛰어들었다. 다른 후보들이 국회의원, 대사 또는 내각 구성원으로서의 오랜 경력을 바탕으로 출마했지만, 잭슨의 인기는 그의 군 복무, 특히 뉴올리언스 전투에서의 활약에 기반했다. 의회에서의 간헐적인 재임 기간 동안 잭슨은 특정 정책을 옹호하는 것으로 명성을 얻지는 못했지만, 그는 국가 인프라 네트워크 구축을 돕기 위해 고안된 1824년의 General Survey Act에 투표했다. 잭슨의 많은 지지자들은 연방 정부의 부패를 공격하고, 다른 후보들과 달리 잭슨은 그 부패에 참여하지 않았다는 점을 강조했다. 잭슨의 출마의 강점을 보고, 캘훈은 대통령 선거에서 물러나 대신 부통령직을 노렸다.
의회 후보 지명 회의는 이전 민주공화당 대통령 후보를 결정했지만, 1824년에는 대체로 신뢰를 잃었다. 후보들은 대신 주 의회나 지명 대회를 통해 지명되었고, 애덤스는 여러 뉴잉글랜드 의회의 지지를 받았다. 각 후보의 지역적 강점은 선거에서 중요한 역할을 했다. 애덤스는 뉴잉글랜드에서 인기가 있었고, 클레이와 잭슨은 서부에서 강했으며, 잭슨과 크로퍼드는 후자의 건강 문제에도 불구하고 남부를 놓고 경쟁했다. 1824년 대통령 선거에서 잭슨은 선거인단에서 다수를 차지하여 261표 중 99표를 얻었고, 애덤스는 84표, 크로퍼드는 41표, 클레이는 37표를 얻었다. 잭슨은 전국 득표율에서도 다수를 얻었지만, 6개 주에서는 대통령에 대한 일반 투표가 이루어지지 않았다. 어떤 후보도 선거인단 득표에서 과반수를 얻지 못했기 때문에, 하원은 수정 헌법 제12조의 규정에 따라 조건부 선거를 실시해야 했다. 하원은 상위 3명의 선거인단 득표자 중에서 결정하며, 각 주의 대표단은 한 표를 가졌다. 따라서 그의 세 경쟁자와 달리 클레이는 하원에 의해 선출될 자격이 없었다.
| 1825년 조건부 대통령 선거 득표 분포 | 1825년 조건부 대통령 선거 득표 분포                                                  | 1825년 조건부 대통령 선거 득표 분포             |
| 애덤스 지지 주 | 잭슨 지지 주                                                                         | 크로퍼드 지지 주                                |
| --- | ------------------------------------------------------------------------------------ | ----------------------------------------------- |
| - 코네티컷 - 일리노이 - 켄터키 - 루이지애나 - 메인 - 메릴랜드 - 매사추세츠 - 미주리 - 뉴햄프셔 - 뉴욕 - 오하이오 - 로드아일랜드 - 버몬트 | - 앨라배마 - 인디애나 - 미시시피 - 뉴저지 - 펜실베이니아 - 사우스캐롤라이나 - 테네시 | - 델라웨어 - 조지아 - 노스캐롤라이나 - 버지니아 |
| 총계: 13 (54%) | 총계: 7 (29%)                                                                        | 총계: 4 (17%)                                   |

애덤스는 조건부 선거에서 자신의 승리를 위해 하원 내에서 막대한 영향력을 행사하던 클레이의 지지가 필요하다는 것을 알았다. 성격이 매우 달랐고 과거에도 충돌했지만, 애덤스와 클레이는 국가 문제에 대해 비슷한 견해를 공유했다. 반대로 클레이는 잭슨을 위험한 선동가로 보았고, 크로퍼드의 건강 문제 때문에 그를 지지할 의사가 없었다. 애덤스와 클레이는 조건부 선거 전에 만났고, 클레이는 조건부 선거에서 애덤스를 지지하기로 동의했다.
1825년 2월 9일, 애덤스는 첫 투표에서 조건부 선거에서 승리하여 24개 주 대표단 중 13개 주를 얻었다. 그는 1800년 선거에서 토머스 제퍼슨에 이어 하원에 의해 선출된 두 번째 대통령이었다. 애덤스는 자신이나 클레이가 선거인단 득표에서 과반수를 얻었던 모든 주 대표단과 일리노이, 루이지애나, 메릴랜드의 대표단을 얻었다. 선거 후, 잭슨의 많은 지지자들은 애덤스와 클레이가 애덤스가 클레이에게 국무장관직을 약속하는 대가로 클레이의 지지를 얻는 "부패한 거래"에 도달했다고 주장했다.

## 취임식
애덤스는 1825년 3월 4일 미국 국회의사당 하원 의원 회의실에서 열린 취임식에서 대법원장 존 마셜에 의해 대통령으로 취임했다. 그는 전통적인 성경 대신 헌법 법률서에 대통령 선서를 했다. 대신 취임 연설에서 애덤스는 탈당적 기조를 채택하며, 당 건설과 정치적 동기에 따른 임명을 피할 것을 약속했다. 그는 또한 도로, 항구, 운하 등 정교한 내부 개선 프로그램을 제안했다. 일부는 그러한 연방 프로젝트의 합헌성에 의문을 제기했지만, 애덤스는 일반 복지 조항이 광범위한 헌법적 권한을 부여한다고 주장했다. 그의 전임자들은 내셔널 로드 건설과 같은 프로젝트에 참여했지만, 애덤스는 의회에 훨씬 더 많은 그러한 프로젝트를 승인해달라고 요청할 것이라고 약속했다.

## 행정부
먼로와 마찬가지로 애덤스는 다양한 당파를 대표하는 지리적으로 균형 잡힌 내각을 추구했으며, 먼로 내각의 구성원들에게 자신의 행정부에서도 자리를 유지해달라고 요청했다. 뉴저지 출신의 새뮤얼 L. 사우더드는 해군 장관으로 남았고, 버지니아와 메릴랜드에 강한 유대 관계를 가진 윌리엄 워트는 법무장관직을 유지했다. 오하이오 출신의 존 맥린은 내각에 속하지 않는 중요한 직책인 우정청장으로 계속 재직했다. 사우더드와 맥린은 모두 1824년에 캘훈과 잭슨을 지지했으며, 워트는 일반적으로 선거 정치에 개입하는 것을 피했다.
애덤스는 헨리 클레이를 국무장관으로 선택했는데, 이는 클레이가 1824년 선거에서 내각에서 가장 권위 있는 자리를 위해 자신을 지지했다고 믿는 사람들을 화나게 했다. 클레이는 나중에 "부패한 거래" 비난을 강화했기 때문에 이 직책을 수락한 것을 후회했지만, 클레이의 서부에서의 강점과 외교 정책에 대한 관심은 그를 최고 내각 직책에 자연스러운 선택으로 만들었다. 애덤스의 전쟁장관과 재무장관 첫 선택은 각각 앤드루 잭슨과 윌리엄 크로퍼드였다. 잭슨이 애덤스 행정부에서 봉사하는 데 관심이 없었기 때문에, 애덤스는 크로퍼드의 저명한 지지자였던 버지니아 출신의 제임스 바버를 전쟁부 장관으로 선택했다. 크로퍼드가 재무장관 재임을 거부한 후, 애덤스는 앨버트 갤러틴에게 그 직책을 맡아달라고 요청했지만, 갤러틴도 거절했다. 재무부의 지휘는 대신 펜실베이니아 출신의 리처드 러시에게 돌아갔는데, 그는 해외에 있었고 1824년 선거에 참여하지 않았다. 러시는 내부 개선과 보호 관세의 저명한 옹호자가 되었다. 애덤스는 조화롭고 생산적인 내각을 이끌었다. 그는 정책의 주요 문제들을 논의하기 위해 주간 단위로 내각 전체 회의를 가졌고, 각 내각 구성원에게 직무 수행에 있어 많은 재량권을 부여했다.
대사 측면에서 애덤스 대통령은 다음과 같은 인사를 임명하거나 유지했다.
- 영국:
  - 루퍼스 킹 (1826년까지)
  - 앨버트 갤러틴 (1827년까지)
  - 제임스 바버
- 프랑스:
  - 제임스 브라운 (루이지애나 정치인) (전 행정부 유임)
- 스페인:
  - 알렉산더 힐 에버렛
- 네덜란드:
  - 크리스토퍼 휴즈 (대리대사)
- 포르투갈:
  - 토마스 L. L. 브렌트 (대리대사)
- 러시아 및 프로이센: 없음

## 사법부
애덤스는 미국 연방 대법원에 한 명의 대법관을, 미국 지방법원에 11명의 판사를 임명했다. 애덤스 재임 기간 중 첫 번째 공석은 1826년 2월 준대법관 토머스 토드의 사망으로 발생했다. 토드를 대체하기 위해 애덤스는 또 다른 켄터키 출신인 로버트 트림블을 지명했는데, 그는 연방 판사로서는 처음으로 대법원에 승진한 인물이었다. 한 달간의 심의 끝에 상원은 27대 5의 투표로 트림블을 인준했다. 트림블은 1828년 52세의 나이로 사망하여 법원에 또 다른 공석을 만들었다. 찰스 해먼드 (변호사이자 언론인)와 클레이 모두 임명을 거부한 후, 애덤스는 켄터키 주 상원의원 존 J. 크리텐든을 지명했다. 애덤스는 1828년 12월에 지명했으며, 레임덕 상원의 잭슨 지지자들은 크리텐든의 인준을 거부하여 잭슨이 채울 공석을 남겼다.

## 국내 문제

### 야심찬 의제
1825년 의회 연례 메시지에서 애덤스는 포괄적이고 야심찬 의제를 제시했다. 그는 내부 개선에 대한 대규모 투자와 국립 대학교, 해군 사관학교, 국립 천문대 설립을 요구했다. 재무부의 건전한 상태와 토지 판매를 통한 추가 수입 가능성을 언급하며, 애덤스는 워싱턴에서 뉴올리언스로 이어지는 도로를 포함하여 다양한 건설 또는 계획 단계에 있는 여러 프로젝트의 완성을 주장했다. 그는 또한 이러한 내부 개선을 감독할 새로운 장관급 부서인 내무부의 설립도 제안했다. 애덤스는 이러한 조치들을 주로 서부 토지 판매를 통해 자금을 조달하기를 희망했으며, 세금 인상이나 공채는 아니었다. 애덤스와 클레이의 국내 의제는 미국 시스템으로 알려지게 될 것이며, 번성하는 국가 경제를 촉진하기 위해 서로 다른 지역적 이해관계를 통합하도록 고안되었다.
애덤스의 프로그램은 여러 방면에서 반대에 부딪혔다. 많은 사람들은 헌법에 대한 그의 광범위한 해석에 동의하지 않았고, 권력이 연방 정부보다는 주 정부에 집중되어야 한다고 선호했다. 다른 사람들은 어떤 수준의 정부로부터의 간섭도 싫어했으며, 중앙 계획에 반대했다. 남부의 일부에서는 애덤스가 은밀히 노예제 폐지론자이며, 주를 연방 정부에 종속시키려 한다고 우려했다.
클레이는 대통령에게 그의 제안 중 많은 부분이 제19대 의회에서 통과될 가능성이 거의 없다고 경고했지만, 애덤스는 자신의 의제가 미래의 어느 시점에 채택될 수도 있다고 언급했다. 클레이의 예측대로, 대통령의 제안 대부분은 의회에서 부결되었다. 애덤스의 국립 대학교, 국립 천문대, 그리고 통일된 도량형 시스템 확립에 대한 그의 아이디어는 의회 투표를 거치지 못했다. 해군 사관학교 설립 제안은 상원의 승인을 얻었지만, 하원에서는 86대 78로 부결되었다. 해군 사관학교 반대자들은 그 비용에 이의를 제기했고, 그러한 기관의 설립이 "대중 도덕의 퇴보와 부패를 초래할 것"이라고 우려했다. 애덤스의 국가 파산법 제정 제안도 부결되었다. 해군 장관 사우더드는 미국 동부 해안선에 대한 전국적인 조사를 제안했지만, 의회는 이 프로젝트를 승인하지 않고 사우스캐롤라이나와 메릴랜드의 소규모 조사만 승인했다. 행정부는 또한 태평양 탐사를 위한 해군 원정을 시작하려고 했지만, 이 역시 의회에 의해 저지되었다.

### 내부 개선
다른 국내 의제와 달리 애덤스는 몇 가지 야심찬 인프라 프로젝트에 대해 의회의 승인을 얻었다. 1824년부터 1828년 사이에 미국 육군 공병대는 잠재적인 도로, 운하, 철도 및 강 항해 개선을 위한 다양한 조사를 수행했다.
애덤스는 내셔널 로드의 대규모 수리 및 추가 건설을 감독했으며, 그가 퇴임한 직후 내셔널 로드는 컴벌랜드에서 제인즈빌까지 확장되었다. 애덤스 행정부 시기에는 또한 체사피크-오하이오 운하의 시작; 체사피크-델라웨어 운하와 오하이오 폭포 주변의 루이빌-포틀랜드 운하 건설; 오대호와 오하이오 및 인디애나의 오하이오 강 시스템 연결; 노스캐롤라이나주의 디스멀 스웜프 운하 확장 및 재건이 이루어졌다. 또한, 미국 최초의 여객 철도인 볼티모어-오하이오 철도는 애덤스 재임 기간 동안 건설되었다.
1827년 9월, 애덤스가 매사추세츠를 방문하는 동안, 그는 마더 브룩에 있는 벤저민 버시 소유의 제분소를 둘러보았다. 데드햄 울런 밀은 국내에서 처음으로 원자재를 가져와 단일 공장에서 직물을 생산하는 전 과정을 수행한 회사 중 하나였다.
이러한 프로젝트들 중 많은 부분이 민간 주체에 의해 수행되었지만, 정부는 많은 프로젝트의 완성을 돕기 위해 돈이나 땅을 제공했다. 애덤스 행정부가 오하이오 및 그 주변 지역에서 수행한 프로젝트는 특히 중요했는데, 이 프로젝트들이 피츠버그, 신시내티, 클리블랜드, 루이빌의 빠른 발전을 가능하게 했기 때문이다.

### 정당 형성
1825년 조건부 선거 직후, 잭슨은 애덤스에게 친절했다. 애덤스는 당파주의를 종식시키려는 먼로의 목표를 계속하기를 희망했으며, 그의 내각은 다양한 이념적 및 지역적 배경을 가진 인사들로 구성되었다. 그럼에도 불구하고, 애덤스의 클레이 임명은 잭슨을 화나게 했고, 그는 출마를 격려하는 수많은 편지를 받았으며, 1825년에 잭슨은 다음 선거에서 테네시 주 의회의 대통령 후보 지명을 수락했다. 클레이의 임명은 또한 크로퍼드와 캘훈의 지지자들로부터 반발을 불러일으켰다. 먼로의 대통령 재임 기간 동안 애덤스와 가까웠음에도 불구하고, 캘훈은 클레이의 임명으로 인해 정치적으로 대통령과 소원해졌는데, 이는 클레이를 애덤스의 자연스러운 후계자로 확립했기 때문이었다. 1822년 덴마크 베시의 노예 반란 실패 또한 캘훈의 정치적 변화에 기여했으며, 그는 1820년대 동안 주권론의 점점 더 열렬한 옹호자가 되었다.
애덤스의 1825년 12월 의회 연례 메시지는 야당을 결집시켰고, 켄터키의 프랜시스 프레스턴 블레어와 미주리의 토머스 하트 벤턴과 같은 중요한 인물들이 애덤스 행정부와 결별했다. 제19대 미국 의회의 첫 회기가 끝날 무렵, 잭슨 지지자(벤턴과 휴 로슨 화이트가 이끌었다), 크로퍼드 지지자(밴 뷰런과 나대니얼 메이컨이 이끌었다), 캘훈 지지자(로버트 Y. 헤인과 조지 맥더피가 이끌었다)로 구성된 반애덤스 의회 연합이 등장했다. 클레이 외에 애덤스는 북부 외에는 강력한 지지자가 없었으며, 에드워드 에버렛, 존 W. 테일러, 대니얼 웹스터가 의회에서 그의 가장 강력한 옹호자 역할을 했다. 애덤스 지지자들은 스스로를 국민공화당이라고 부르기 시작했고, 잭슨 지지자들은 스스로를 민주당원이라고 부르기 시작했다. 언론에서는 종종 그들을 "애덤스파"와 "잭슨파"라고 불렀다.
1826년 선거에서 애덤스 지지자들은 서로 조율하지 못하면서 전국적으로 의석을 잃었다. 선거 후 밴 뷰런은 캘훈을 만나 1828년에 잭슨을 지지하기로 합의했고, 밴 뷰런은 크로퍼드 지지자 중 많은 수를 데리고 왔다. 캘훈은 1832년 또는 1836년에 잭슨의 뒤를 잇기를 희망했다. 한편 밴 뷰런의 궁극적인 목표는 남부 플랜터와 북부의 "순수 공화주의자" 간의 제퍼슨 시대 동맹을 부활시키는 것이었으며, 이는 결과적으로 구 민주공화당원과 연방주의자 간의 오랜 당파적 분열을 재현하는 데 도움이 될 것이었다. 최근의 미주리 타협에 대한 논쟁을 바탕으로, 밴 뷰런은 양당 시스템을 만들지 못하면 국가가 당파적 문제가 아닌 지역적 문제로 분열될 것을 우려했다.
밴 뷰런과 달리 애덤스는 비당파적 국가의 희망을 고수했고, 자신의 당 조직을 구축하기 위해 엽관정치의 권력을 완전히 활용하는 것을 거부했다. 그의 많은 임명은 지지자들에게 보상하기보다는 비평가들을 달래기 위한 것이었다. 그는 루퍼스 킹과 같은 전 연방주의자들을 유혹하려고 노력했지만, 연방주의자들 내부의 분열과 민주공화당원들 사이에서 연방주의자들의 지속적인 비인기로 인해 애덤스는 그들의 전폭적인 지지를 얻지 못했다. 애덤스는 또한 신생 반메이슨당 운동이나 영향력 있는 뉴욕 주지사 드위트 클린턴의 추종자들로부터 강력한 지지를 얻는 데 실패했다. 뉴잉글랜드 외부에서 행정부 지지자들의 상당수는 애덤스를 지지하기보다는 잭슨에 대한 반대로 자신들을 정의했다.
잭슨은 폭넓은 지지를 받았고, 많은 사람들은 선거가 그에게서 부당하게 도둑맞았다고 생각했지만, 그는 애덤스의 반대자들을 통합할 이념적 플랫폼이 부족했다. 지지자들 사이의 미묘한 균형을 깨뜨릴 것을 우려하여, 잭슨은 애덤스 행정부에 대한 반대 외에 어떤 강력한 입장도 취하는 것을 피했다. 서부의 지지자들은 잭슨이 내부 개선에 투자하기를 희망했고, 펜실베이니아 사람들은 그가 높은 관세를 선호하기를 희망했다. 그러나 동시에 많은 남부인들은 잭슨을 강력한 연방 정부에 대한 반대의 상징으로 보았는데, 그들은 결국 노예제에 반대하는 데 사용될 것을 두려워했다. 잭슨은 애덤스처럼 상세한 정치적 강령을 표명하지는 않았지만, 그의 연합은 정부 계획에 대한 애덤스의 의존에 반대하는 데 단합되었다. 잭슨파는 또한 원주민 토지를 백인 정착민에게 개방하는 것을 선호하는 경향이 있었다.
1826년 7월 4일, 전 대통령이자 존 퀸시 애덤스의 아버지인 존 애덤스와 전 대통령 토머스 제퍼슨이 같은 날 사망했다. 애덤스는 7월 11일에 두 번째 행정 명령에 서명하여 전 대통령들의 죽음을 애도하고 국기를 반쯤 게양하도록 명령했다. 그는 1828년 2월 28일 제이컵 브라운 소장의 사망을 발표할 때까지 추가 행정 명령에 서명하지 않았다.

### 1828년 관세
1826년 중간 선거 후 애덤스의 동맹들은 의회 통제권을 잃었고, 친애덤스 하원의장 존 테일러는 잭슨 지지자인 앤드루 스티븐슨으로 교체되었다. 애덤스 자신도 미국이 대통령의 정치적 반대자들의 통제 하에 확고히 있는 의회를 이전에 본 적이 없다고 언급했다. 그의 행정부 전반기 동안 애덤스는 관세에 대해 강력한 입장을 취하는 것을 피했는데, 부분적으로는 남부와 뉴잉글랜드의 동맹들을 소외시키고 싶지 않았기 때문이었다. 뉴잉글랜드의 제조업체들은 보호 관세를 지지했지만, 이 지역의 해운업체들은 일반적으로 이에 반대했다. 한편 남부인들은 산업화를 포기하고 목화 재배에 집중하는 것을 선호했다. 클레이의 고향인 켄터키와 남부의 다른 지역들은 관세를 선호했지만, 대부분의 남부인들은 낮은 관세와 자유 무역을 강력히 지지했다.
잭슨파가 1827년에 권력을 잡은 후, 그들은 서부 주들에 호소하면서 뉴잉글랜드 경제에 중요한 수입품에 높은 관세를 부과하도록 고안된 관세 법안을 만들었다. 이 법안은 하원에서 105대 94로 통과되었다. 행정부 동맹들은 61대 35로 법안에 찬성표를 던졌고, 잭슨파의 압도적인 다수는 반대표를 던졌다. 이 법안을 의회에서 통과시킨 밴 뷰런이 법안을 통과시킬 의도였는지, 아니면 애덤스와 그의 동맹들이 반대하도록 의도적으로 설계했는지 불분명하다. 그럼에도 불구하고 애덤스는 "혐오스러운 관세"로 알려지게 된 1828년 관세에 서명했다. 애덤스는 남부에서 비난을 받았지만, 북부에서는 관세에 대해 거의 인정을 받지 못했다. 높은 관세율은 결국 1830년대의 무효화 위기로 이어질 것이었다.

### 인디언 정책
애덤스는 합의를 통한 원주민의 점진적 동화를 추구했는데, 이는 1820년대에는 백인들 사이에서 거의 공유되지 않는 우선순위였다. 그러나 애덤스는 또한 미국의 서부 확장에 깊이 전념했다. 서쪽으로 계속 이동하려는 개척자들은 원주민들의 우려를 무시하는 더 확장적인 정책을 요구했다. 임기 초에 애덤스는 조지아 주지사 조지 트루프가 머스코기족에게 조약을 강요했다는 사실을 알게 된 후 인디언 스프링스 조약을 중단시켰다. 애덤스는 1826년 1월에 머스코기족이 남아있을 수 있도록 허용하지만 그들의 대부분의 땅을 조지아에 할양하는 새로운 조약을 머스코기족과 체결했다. 트루프는 그 조건을 받아들이기를 거부하고 모든 조지아 시민들에게 머스코기족을 퇴거시키도록 승인했다. 머스코기족이 세 번째 조약에 동의한 후에야 조지아와 주 정부 간의 대치가 가까스로 피할 수 있었다. 많은 사람들이 트루프가 연방 정부와 원주민과의 거래에서 불합리하다고 보았지만, 행정부의 사건 처리 방식은 즉각적인 인디언 이주를 선호하는 디프사우스 지역 주민들을 소원하게 만들었다.

## 외교

### 무역과 청구

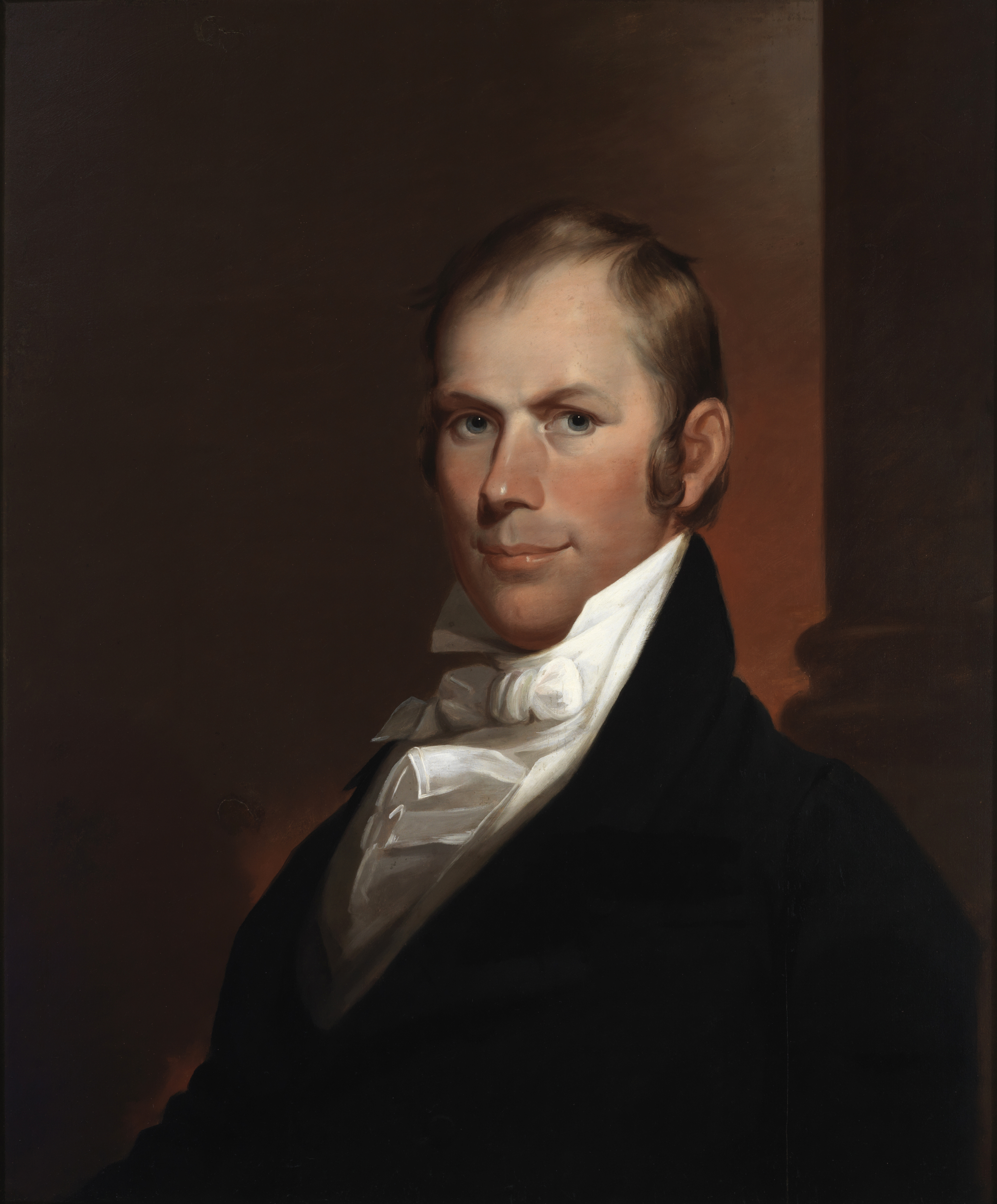
헨리 클레이 시니어 국무장관

애덤스 행정부의 주요 외교 정책 목표 중 하나는 미국 무역의 확대였다. 그의 행정부는 덴마크, 한자동맹, 스칸디나비아 국가, 프로이센, 중앙아메리카 연방공화국을 포함한 여러 국가와 호혜주의 조약을 체결했다. 행정부는 또한 하와이 왕국과 타히티 왕국과 상업 협정을 체결했다. 애덤스는 또한 영국, 프랑스, 네덜란드와의 기존 조약을 갱신했으며, 오스트리아, 오스만 제국, 멕시코와의 협상을 시작했는데, 이 모든 협상은 애덤스가 퇴임한 후 성공적인 조약으로 이어졌다. 이러한 상업 조약들은 평시에 무역을 확대하고 전시에는 중립적인 무역 권리를 보호하기 위해 고안되었다.
애덤스는 1801년 이후 급격히 감소한 서인도 제도와의 무역을 활성화하려고 노력했다. 덴마크와 스웨덴과의 협정으로 그들의 식민지가 미국 무역에 개방되었지만, 애덤스는 특히 영국령 서인도 제도와의 무역 개방에 집중했다. 미국은 1815년에 영국과 상업 협정을 맺었지만, 이 협정은 서반구의 영국 식민지를 제외했다. 미국의 압력에 대응하여 영국은 1823년에 제한된 양의 미국 수입품을 서인도 제도로 허용하기 시작했지만, 미국 지도자들은 계속해서 영국의 보호주의 Imperial Preference 시스템의 종식을 추구했다. 1825년, 영국은 영국령 서인도 제도와의 미국 무역을 금지하여 애덤스의 위신에 타격을 주었다. 애덤스 행정부는 이 금지 조치를 해제하기 위해 영국과 광범위하게 협상했지만, 양측은 합의에 도달할 수 없었다. 영국령 서인도 제도와의 무역 손실에도 불구하고, 애덤스가 확보한 다른 상업 협정들은 미국 수출 전체 물량을 확대하는 데 도움이 되었다.
애덤스 행정부는 나폴레옹 전쟁, 미영 전쟁, 헨트 조약으로 인해 발생한 여러 미결 미국 청구권을 해결했다. 그는 이러한 청구권 추구를 미국의 무역 자유를 확립하는 중요한 구성 요소로 보았다. 영국 주재 대사로서 갤러틴은 영국이 약 100만 달러의 배상금에 동의하도록 설득했다. 미국은 또한 스웨덴, 덴마크, 러시아로부터 더 적은 배상금을 받았다. 미국은 프랑스로부터 많은 배상금을 요구했지만, 장바티스트 드 빌렐 정부가 1828년에 붕괴된 후 협상이 중단되었다. 클레이와 애덤스는 멕시코에 대한 여러 청구권을 추구하는 데도 실패했다.

### 라틴 아메리카
애덤스와 클레이는 라틴 아메리카가 대영 제국의 경제적 영향력 아래 놓이는 것을 막기 위해 라틴 아메리카와의 협력을 모색했다. 이러한 목표의 일환으로, 행정부는 시몬 볼리바르가 조직한 1826년 신세계 공화국 회의인 파나마 회의에 미국 대표단을 파견하는 것을 지지했다. 클레이와 애덤스는 이 회의가 아메리카 독립 국가들 사이에 "선린 정책"을 시작할 것이라고 희망했다. 그러나 대표단 자금 지원과 대표단 지명자의 확인은 애덤스의 국내 정책을 둘러싼 정치적 싸움에 얽혔고, 상원의원 마틴 밴 뷰런과 같은 반대자들은 대표단 확인 절차를 방해했다. 밴 뷰런은 파나마 회의를 조지 워싱턴 대통령이 확립한 더 고립주의적인 외교 정책에서 벗어난 바람직하지 않은 일탈로 보았고, 캘훈은 클레이의 계획을 깎아내리기를 열망했다. 대표단은 마침내 상원의 확인을 얻었지만, 상원의 지연 때문에 파나마 회의에 도달하지 못했다.
1825년, 중앙아메리카 연방공화국(FCRA)의 미국 대사 안토니오 호세 카냐스는 니카라과를 가로지르는 운하 건설을 위한 조약을 제안했다. 새로운 이리 운하에 감명을 받은 애덤스는 운하 건설 가능성에 흥미를 느꼈다. FCRA는 미국 사업가 그룹에게 운하 건설 계약을 수여했지만, 자금 부족으로 결국 실패했다. 운하의 실패는 1839년에 해산된 FCRA의 붕괴에 기여했다.

### 국경 문제
대통령으로서 애덤스는 메인 주와 캐나다 간의 미정 국경을 포함하여 영국과의 영토 분쟁에 대한 합의를 계속 추구했다. 갤러틴은 컬럼비아강에서 오리건 컨트리를 분할하는 것을 선호했지만, 애덤스와 클레이는 북위 49도선 아래의 영토를 양보할 의사가 없었다. 멕시코는 미국과 스페인이 애덤스-오니스 조약을 비준한 직후 독립했으며, 애덤스 행정부는 멕시코-미국 국경 재협상에 대해 멕시코에 접근했다. 조엘 로버츠 포인세트, 주멕시코 대사는 텍사스를 매입하려 했으나 실패했다. 1826년, 텍사스의 미국 정착민들이 프레도니아 반란을 일으켰지만, 애덤스는 미국이 직접 개입하는 것을 막았다.

## 1828년 대통령 선거

1828년 대통령 선거 결과

잭슨파는 현대적인 선거운동 기법을 많이 채택한 효과적인 당 조직을 형성했다. 그들은 쟁점에 초점을 맞추기보다는 잭슨의 인기와 애덤스 및 연방 정부의 부패 의혹을 강조했다. 잭슨 자신은 선거운동을 "국민의 미덕과 행정부의 엽관정치 간의 투쟁"이라고 묘사했다. 한편 애덤스는 정치 선거운동의 새로운 현실에 적응하기를 거부했고, 대중 행사 참석을 피했으며, 신문과 같은 친행정부 도구에 투자하는 것을 거부했다. 1827년 초, 잭슨은 레이철 잭슨에게 첫 남편을 버리라고 부추겼다는 공개적인 비난을 받았다. 이에 대응하여 잭슨 지지자들은 애덤스의 사생활을 공격했고, 선거운동은 점점 더 추악해졌다. 잭슨파 언론은 애덤스를 현실과 동떨어진 엘리트주의자로 묘사했고, 친애덤스 신문들은 잭슨의 과거 여러 결투와 싸움 개입을 공격하며 그를 대통령직에 너무 감정적이고 성급하다고 묘사했다. 애덤스와 클레이는 선거운동이 미국 시스템에 초점을 맞추기를 희망했지만, 대신 잭슨과 애덤스의 인물 중심이었다.
부통령 캘훈은 잭슨의 러닝메이트로 합류했고, 애덤스는 펜실베이니아 주지사 존 앤드루 슐츠가 거절한 후 재무장관 리처드 러시를 러닝메이트로 삼았다. 따라서 1828년 선거는 미국 역사상 처음으로 두 북부인으로 구성된 대통령 후보와 두 남부인으로 구성된 대통령 후보가 맞붙은 선거였다. 양측 모두 노예제 문제에 대해 공개적으로 선거운동을 하지 않았지만, 애덤스의 뉴잉글랜드 출신이라는 점은 그에게 불리하게 작용했을 수 있는데, 뉴잉글랜드 외부의 많은 사람들이 이 지역에 대해 부정적인 문화적 고정관념을 가지고 있었기 때문이었다. 연방주의자들의 지지를 얻는 데 어려움이 있었음에도 불구하고, 애덤스의 공직 경력 초기의 연방당과의 과거 제휴는 일부 지역, 특히 서부에서 그의 후보 자격을 손상시켰다.
선거의 핵심 주는 뉴욕, 펜실베이니아, 오하이오였으며, 이들 주는 전국 선거인단 득표의 거의 3분의 1을 차지했다. 잭슨은 펜실베이니아, 오하이오, 심지어 클레이의 고향인 켄터키에서도 승리했다. 그는 또한 뉴욕에서 선거인단 득표의 과반수를 얻었고, 메인에서 선거인단 득표를 얻어 애덤스의 뉴잉글랜드 싹쓸이를 저지했다. 잭슨은 자유주에서 득표율 50.3%, 노예주에서 득표율 72.6%를 얻었다. 총계로, 잭슨은 261개 선거인단 득표 중 178표를 얻었고, 전국 득표율의 56%에 약간 못 미치는 비율을 얻었다. 미래의 어떤 대통령 후보도 1904년 시어도어 루스벨트의 선거운동 때까지 잭슨의 전국 득표율을 넘어서지 못했고, 애덤스의 패배는 그를 아버지에 이어 두 번째로 한 임기를 마친 대통령으로 만들었다. 1828년에는 대통령 선거에서 일반 투표를 실시하지 않는 주가 두 개밖에 없었으며, 1828년 선거의 총 득표수는 1824년 선거의 세 배였다. 이러한 득표수 증가는 최근의 민주화 물결뿐만 아니라 선거에 대한 관심 증가와 정당들의 유권자 동원 능력 증가 때문이었다.
이 선거는 '좋은 감정의 시대'의 영구적인 종말과 제2 정당제 (미국)의 시작을 알렸다. 먼로, 애덤스, 그리고 많은 초기 지도자들이 공유했던 비당파 정치의 꿈은 산산조각 났고, 밴 뷰런의 정당화된 정당 간의 당파적 투쟁이라는 이상으로 대체되었다. 이념적으로 애덤스는 정부가 시민의 삶을 개선하기 위해 노력해야 한다는 신념으로 선거운동을 했고, 잭슨은 정부가 오직 권력에 대한 자유를 수호하는 데에만 관심을 가져야 한다는 신념으로 선거운동을 했다. 잭슨이 1828년 선거에서 압도적으로 승리했지만, 잭슨-애덤스 이분법은 미래 대통령 선거에도 영향을 미쳤다. 잭슨과 밴 뷰런이 구축한 잭슨파, 캘훈파, 크로퍼드파의 연합은 민주당이 되었고, 이 당은 남북 전쟁 이전 수십 년 동안 대통령 정치에서 지배적인 위치를 차지했다. 애덤스와 클레이의 지지자들은 국민공화당으로서 잭슨에 대한 주요 야당을 형성했다. 국민공화당은 결국 휘그당의 일부가 되었는데, 휘그당은 1830년대부터 1850년대 초까지 미국에서 두 번째 주요 정당이었다.

## 퇴임
존 퀸시 애덤스는 1829년 3월 4일 퇴임했다. 애덤스는 후임자인 앤드루 잭슨의 취임식에 참석하지 않았는데, 잭슨은 취임 몇 주 전 outgoing 대통령에게 전통적인 '예방 방문'을 거부하여 노골적으로 그를 무시했다. 잭슨의 아내는 선거 직후 사망했고, 잭슨은 그녀의 죽음을 애덤스와 그의 지지자들에게 돌렸다. 애덤스는 각각의 후임자 취임식에 참석하지 않은 네 명의 대통령 중 한 명이었다. 다른 이들은 그의 아버지, 앤드루 존슨, 그리고 도널드 트럼프였다.

## 역사적 평판

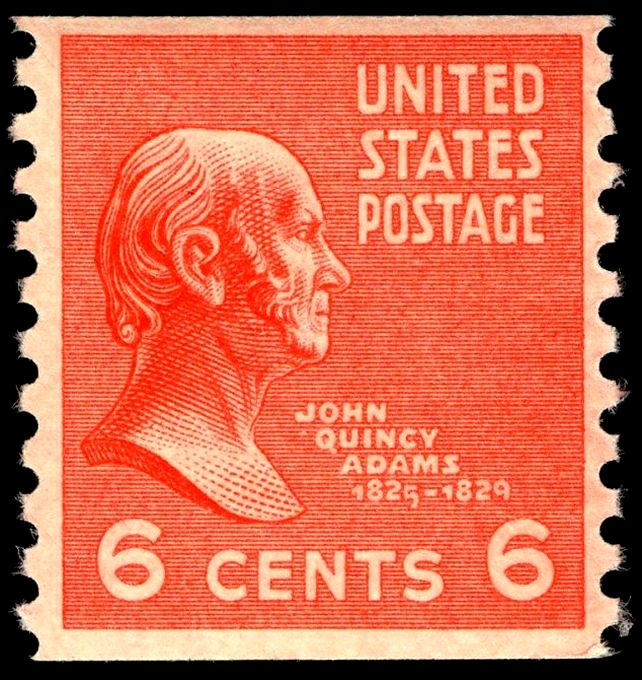
존 퀸시 애덤스는 1938년 대통령 시리즈의 6센트 미국 우표에 등장한다.

존 퀸시 애덤스는 일반적으로 역사가와 정치 과학자들에 의해 보통 수준의 대통령으로 평가된다. 그는 위대한 국무장관이었고 대통령직에 매우 적합한 인물이었지만, 1824년 선거의 결과로 대통령 리더십 잠재력이 희망 없이 약화되었다는 점으로 기억된다. 가장 중요한 것은, 애덤스가 정치가 더 중요해지기 시작한 시대에 형편없는 정치인으로 기억된다는 점이다. 그는 "당파적 분쟁의 해로운 잡초"를 초월하여 봉사하려고 노력했다고 말했지만, 정확히 그 시점에 미국의 제2 정당제가 거의 혁명적인 힘으로 등장하고 있었다.
폴 나겔은 애덤스의 정치적 통찰력이 그 시대의 다른 사람들에 비해 부족하지 않았으며, 오히려 애덤스의 정치적 문제는 유례없이 적대적인 잭슨파와 애덤스 자신이 직책을 싫어한 결과라고 주장한다. 비록 그 시대의 정치 문화의 산물이었지만, 애덤스는 일반적인 규칙에 따라 정치를 하지 않으려 했고, 정치적 지지를 얻는 데 있어서 그가 할 수 있었던 만큼 적극적이지 않았다. 잭슨의 추종자들은 그가 선거에서 클레이와의 '부패한 거래'에 연루되었다고 끊임없이 공격했다.
2017년 C-SPAN 설문조사에서는 애덤스가 역대 대통령 중 중간 3분의 1에 속하며, 조지 H. W. 부시 바로 아래, 율리시스 S. 그랜트 위에 위치한다. 이 설문조사는 91명의 대통령 역사가들에게 43명의 전직 대통령(당시 퇴임하는 버락 오바마 포함)을 다양한 범주로 평가하여 종합 점수를 내고 전체 순위를 도출했다. 애덤스는 모든 전직 대통령 중 21위(2009년 및 2000년 설문조사에서 19위에서 하락)를 차지했다. 이 가장 최근 설문조사의 다양한 범주별 순위는 다음과 같다: 대중 설득력 (33), 위기 리더십 (23), 경제 관리 (17), 도덕적 권위 (16), 국제 관계 (15), 행정 능력 (18), 의회와의 관계 (32), 비전/의제 설정 (15), 만인을 위한 평등한 정의 추구 (9), 시대적 맥락 내에서의 성과 (22). 2018년 미국정치학회의 대통령 및 행정 정치 부문 설문조사에서는 애덤스를 23번째로 훌륭한 대통령으로 평가했다.

## 내용주
1. ↑  애덤스는 버시의 유산 집행인 중 한 명으로 활동했다.[48]

## 참고 문헌
- "John Quincy Adams." in Dictionary of American Biography (1936) Online
- Abraham, Henry Julian (2008). 《Justices, Presidents, and Senators: A History of the U.S. Supreme Court Appointments from Washington to Bush II》. Rowman & Littlefield. ISBN 9780742558953.
- Bradburn, Douglas. "The Presidency of John Adams." in A Companion to John Adams and John Quincy Adams (2013) pp: 166–183.
- Cooper, William J. The lost founding father: John Quincy Adams and the transformation of American politics (Liveright Publishing, 2017).
- Edel, Charles N. (2014). 《Nation Builder: John Quincy Adams and the Grand Strategy of the Republic》. Harvard Univ. Press.
- Graff, Henry F., ed. The Presidents: A Reference History (3rd ed. 2002)  online
- Hargreaves, Mary W.M. (1985). 《The Presidency of John Quincy Adams》. Univ. Press of Kansas. ISBN 9780700602728.
- Howe, Daniel Walker (2007). 《What Hath God Wrought: The Transformation of America, 1815–1848》. Oxford History of the United States. Oxford University Press. ISBN 978-0-19-507894-7. OCLC 122701433.
- Kaplan, Fred (2014). 《John Quincy Adams: American Visionary》. HarperCollins. Biography
- Nagel, Paul (1999). 《John Quincy Adams: A Public Life, a Private Life》. Cambridge, MA: Harvard Univ. Press. ISBN 978-0674479401. online book review
- Neiswander, Judith (2024). 《Mother Brook and the Mills of East Dedham》. Damianos Publishing. ISBN 978-1-941573-66-2.
- O'Connor, Peter. "John Quincy Adams: An Exceptionally Average President?" in Perspectives on Presidential Leadership (Routledge, 2014) pp. 43–60 online.
- Parsons, Lynn H. (2009). 《The Birth of Modern Politics: Andrew Jackson, John Quincy Adams, and the Election of 1828》. Oxford Univ. Press. ISBN 978-0-19-531287-4. excerpt and text search
- Parsons, Lynn H. (1998). 《John Quincy Adams》. Rowman and LittleField.
- Parsons, Lynn Hudson, ed. John Quincy Adams: A Bibliography (Greenwood, 1993).
- Remini, Robert V. (2002). 《John Quincy Adams》. New York: Times Books. ISBN 0-8050-6939-9.
- Taub, James. John Quincy Adams: Militant Spirit (2016) online book review
- Unger, Harlow Giles. John Quincy Adams (Da Capo Press, 2012), biography.
- Waldstreicher, David, ed. A Companion to John Adams and John Quincy Adams (John Wiley & Sons, 2013). emphasis on historiography.